# Foca monjo del Carib
La foca monjo del Carib (Neomonachus tropicalis) és una espècie extinta de mamífer carnívor de la família de les foques (Phocidae). Vivia a Antigua i Barbuda, les Bahames, Belize, Costa Rica, Cuba, Dominica, Guadalupe, Haití, Hondures, Jamaica, Mèxic, Nicaragua, Puerto Rico i la República Dominicana. Era l'únic pinnípede nadiu de la regió del Carib. Els últims albiraments fiables d'aquesta espècie en vida es remunten al 1952. És considerada extinta oficialment des del 1994.